# Сланцерудниковское муниципальное образование
Сланцерудниковское сельское поселение — муниципальное образование в составе Озинского района Саратовской области.
Административный центр — село Сланцевый Рудник.

## Населённые пункты
- посёлок Сланцевый Рудник — административный центр;

## Население
| 2010  | 2011  | 2012  | 2013  | 2014  | 2015  | 2016  | 2017  | 2018  |
| ----- | ----- | ----- | ----- | ----- | ----- | ----- | ----- | ----- |
| 1128  | ↘1121 | ↗1145 | ↗1174 | ↗1239 | ↗1249 | ↘1225 | ↘1209 | ↘1184 |
| 2019  | 2020  | 2021  |       |       |       |       |       |       |
| ↘1168 | →1168 | ↘1099 |       |       |       |       |       |       |

## Местное самоуправление
Главой поселения является Милосердный Вячеслав Иванович